# Jonathan Alexánder Pérez
Jonathan Alexánder Pérez (Pico Rivera, California, 18 de enero de 2003) es un futbolista mexicano nacido en los Estados Unidos, juega como extremo derecho en Nashville SC de la Major League Soccer.

## Trayectoria

### Los Angeles Galaxy
Pérez jugó con la LA Galaxy Academy a partir de 2016, antes de firmar su primer contrato con el LA Galaxy el 21 de febrero de 2020. Hizo su debut profesional el 8 de marzo del mismo año para el LA Galaxy II en la USL Championship, apareciendo como suplente en el 56' en la victoria por 5-1 sobre Rio Grande Valley FC.

## Selección nacional
Jonathan Alexánder representó a la selección sub-18 de México durante enero de 2020 en la Copa del Atlántico.

## Estadísticas

### Clubes
Actualizado al último partido disputado el 28 de agosto de 2023.
| Club                        | Div.          | Temporada     | Liga  | Liga  | Copas nacionales | Copas nacionales | Copas internacionales | Copas internacionales | Total | Total |
| Club                        | Div.          | Temporada     | Part. | Goles | Part.            | Goles            | Part.                 | Goles                 | Part. | Goles |
| --------------------------- | ------------- | ------------- | ----- | ----- | ---------------- | ---------------- | --------------------- | --------------------- | ----- | ----- |
| LA Galaxy II Estados Unidos | 2.ª           | 2020          | 13    | 4     | —                | —                | —                     | —                     | 13    | 4     |
| LA Galaxy II Estados Unidos | 2.ª           | 2021          | 17    | 1     | —                | —                | —                     | —                     | 17    | 1     |
| LA Galaxy II Estados Unidos | 2.ª           | 2022          | 4     | 3     | —                | —                | —                     | —                     | 4     | 3     |
| LA Galaxy II Estados Unidos | 2.ª           | 2023          | 14    | 2     | —                | —                | —                     | —                     | 14    | 2     |
| LA Galaxy II Estados Unidos | Total club    | Total club    | 48    | 10    | 0                | 0                | 0                     | 0                     | 48    | 10    |
| LA Galaxy Estados Unidos    | 1.ª           | 2021          | 3     | 0     | —                | —                | —                     | —                     | 3     | 0     |
| LA Galaxy Estados Unidos    | 1.ª           | 2022          | 1     | 0     | 3                | 0                | —                     | —                     | 4     | 0     |
| LA Galaxy Estados Unidos    | 1.ª           | 2023          | 5     | 0     | —                | —                | —                     | —                     | 5     | 0     |
| LA Galaxy Estados Unidos    | Total club    | Total club    | 9     | 0     | 3                | 0                | 0                     | 0                     | 12    | 0     |
| Total carrera               | Total carrera | Total carrera | 57    | 10    | 3                | 0                | 0                     | 0                     | 60    | 10    |